# 米田哲也
米田 哲也（よねだ てつや、1938年3月3日 - ）は、鳥取県西伯郡大篠津村（現・米子市）出身の元プロ野球選手（投手）・コーチ、解説者・評論家。血液型はAB型。
プロ野球歴代2位（達成当時は歴代1位）の949試合に登板し、歴代2位の通算350勝を記録した。通算先発626登板、通算1940失点、通算1659自責点、通算120与敬遠、通算4561被安打の日本記録保持者。
その驚異的スタミナから「ガソリンタンク」「人間機関車」「タフマン」などと呼ばれる。

## 経歴

### プロ入り前
祖父・長次郎は海産物仲買業を営み、『伯耆国実業人名録』（明治37年 (1904年)）に載せられていた大篠津の代表的な商人であった。父・雅明は薪炭雑貨商。米田は美保中学校では陸上の走高跳の選手であったが、卒業後は1953年に境高校へ進学した。
元々は捕手であったが、高校入学後に真木一夫部長の「お前の顔では投手が恐がる、逆に投手になって相手を怖がらせるんだ」という言葉がきっかけで投手に転向。1年次の同年秋から本格派投手として注目を集め、高校時代からカーブ・シュート・スライダーも習得する。社会人野球の米子鉄道管理局ともよく練習試合をしたが、「そんなに打たれた記憶はない」という。米子と言う土地柄、プロ野球はラジオで聞く程度であったが、湊山球場で行われた大阪×国鉄戦を見たことがあり、その時の印象として「阪神の渡辺省三さんはコントロールはいいけど球は遅いし、国鉄のカネさん（金田正一）は球は速いけどコントロールは悪かった。これならプロでも行けるんじゃないかと思った」と語っている。同年次に米子東高の左腕エース義原武敏がおり、1年秋から幾度となく激闘を演じた。
1953年の秋季中国大会県予選決勝では1-2で惜敗し、2年次の1954年には夏の甲子園県予選決勝で延長10回の投げ合いの末に敗退するが、両校とも東中国大会に進む。境高は1回戦で倉敷工に敗退し、義原の米子東高は優勝して甲子園出場と明暗を分けた。同年の秋季中国大会にも進むが、準決勝で防府高に惜敗。3年次の1955年夏も県予選準決勝で米子南高に敗れ甲子園出場はならなかったが、義原の投球が評判の頃、義原を見に行ったスカウトが対戦相手の米田の投球を見て驚き、中央でも知られた存在になる。県内では他に倉吉農の種部儀康が同期。

### 現役時代
最初は大学進学を考え、慶應義塾大学の日吉グラウンドでも練習していた。しかし卒業後の1956年、チームメイトであった外野手の浜田耕二と共に阪急ブレーブスへ入団。真っ先に誘ってくれた丸尾千年次スカウトに恩義を感じて決めたが、その後に地元後援者の説得により、大阪タイガース（後の阪神タイガース）とも急接近した。大阪のユニフォームを着て練習にも参加している（背番号は41）。阪急との二重契約が発覚したが、元最高裁判所判事の井上登コミッショナーの裁定により阪急への入団となった。これにより、同郷の国頭光仁から背番号18を引き継いだ。裁定は「両契約とも不備なく成立していることから、先に契約した阪急が優先」という中立な裁定の形式をとっていたが、実際には、米田本人に希望を事前に聞き、米田が阪急を選択した。米田は金銭面の条件は大阪のほうがよかったが、「背番号18をもらえる」という魅力で阪急に決めたと後に述懐している。

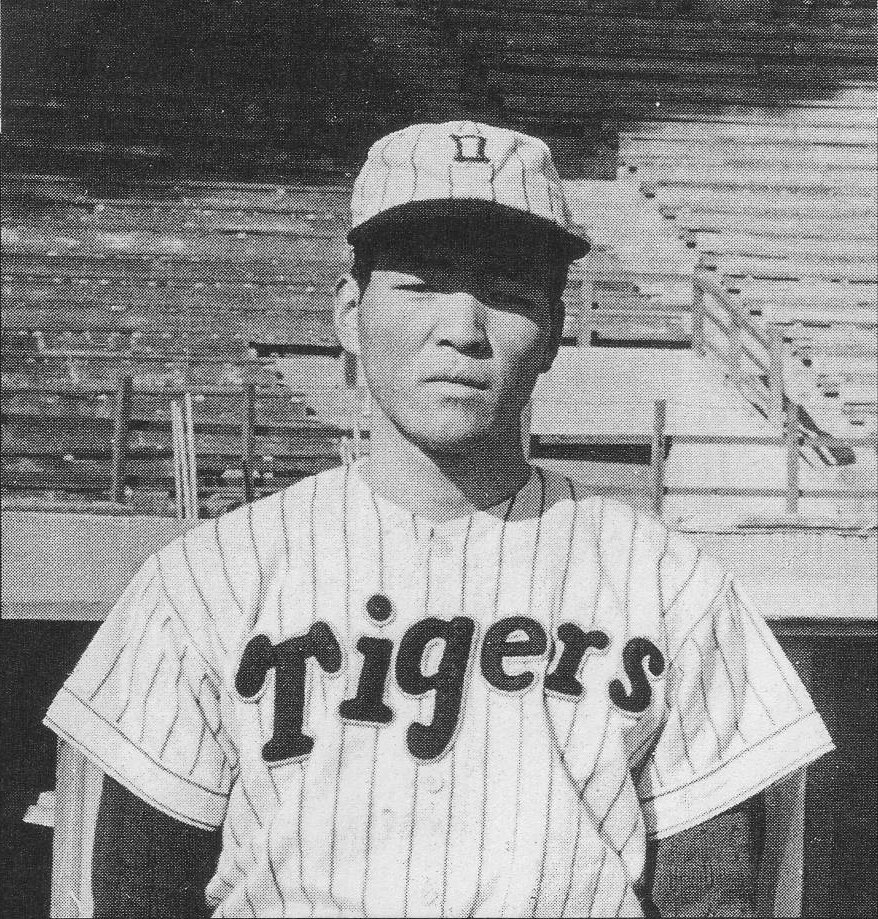
大阪タイガースのユニフォームを着て練習に参加（1956年1月10日）

投球だけでなく打撃にも自信があり、打撃練習ではチームの長距離打砲であった中田昌宏よりも打球を飛ばしていた。最初は打者転向を勧められたが、「打者としてダメだったらそこまでだが、投手としてダメでもそこから打者としてやっていくことはできる」と投手としてやっていくことを決意。投手として通算33本塁打は金田正一に次ぐ歴代2位。また投手として唯一、満塁本塁打とサヨナラ本塁打の両方を記録している。プロ入り4打席目に満塁本塁打を放っており、これは1983年に駒田徳広（巨人）が初打席満塁本塁打を放つまで最短記録であった。
1年目の同年から9勝、2年目の1957年には21勝を挙げ、規定投球回にも達してリーグ3位の防御率1.86を記録。その後は右のエースとして活躍し、左腕エースの梶本隆夫と共にヨネカジコンビを成した。
1961年オフには王貞治（巨人）とのトレード話が持ち上がったことがあり、この時は阪急サイドが拒否してトレードは不成立に終わった。同様に10年目の1965年オフにも、当時の10年選手制度を利用しての巨人へのトレードが内定していたが、寸前で西本幸雄監督の反対により不成立になっている。
1962年にはリーグ最多の231奪三振（当時連盟表彰なし）、1966年に25勝で最多勝（受賞はこの1回のみ）を記録。同年には通算200勝を達成。20勝以上を8回、歴代最長の19年連続2桁勝利を記録し、その登板数の多さと黙々と投げ込む姿から「ガソリンタンク」「人間機関車」などと形容された。なお、「ガソリンタンク」の本当の由来はそのスタミナではなく、うわばみのようにいくらでも酒を飲むことから、酒をガソリンに例えて呼ばれたものである。
1967年には18勝を挙げて球団史上初のリーグ優勝に貢献。同年の巨人との日本シリーズは4試合に登板し、第1戦の先発を任され金田正一と投げ合うが、6回4失点で敗戦投手となる。第5戦、第6戦でも先発するが早々に打込まれ降板した。1968年には自己最高の29勝を挙げてMVPに輝き、同年の巨人との日本シリーズでは、第1戦で8回からリリーフに立ち、因縁の金田に投げ勝って日本シリーズ初勝利を飾る。第3戦では先発し堀内恒夫と投げ合うが、5回5失点で敗戦投手。最終第6戦にも先発し堀内と再度の対決、6回を3失点に抑えるが後続が打たれ日本一はならなかった。1969年のリーグ3連覇にも貢献するが、シーズン終盤には故障もあって精彩を欠き、巨人との3回目の日本シリーズでも、最終第6戦でのリリーフ登板のみに終わる。
1971年には史上5人目の通算300勝を達成し、巨人との日本シリーズでは、第2戦で山田をリリーフして白星を挙げる。最終第5戦に先発するが3回に2失点、敗戦投手となった。1972年は10勝7敗に終わる。巨人との日本シリーズでは最終第5戦に先発するが2回で降板、勝敗はつかなかった。
1973年は15勝3敗、防御率2.47を記録し、初の最優秀防御率に輝く。山口高志が入団した1975年に登板機会が激減し、志願してシーズン途中に阪神タイガースに移籍。この時にはかつてのライバルであった小山正明が一軍投手コーチを務めており、登板間隔に気を使った起用で調整がやりやすかったとのことである。小山に代わって投手コーチとなった皆川睦男とは相性が悪く、阪神を1976年限りで自由契約になると、1977年には阪急時代の監督であった西本幸雄率いる近鉄バファローズにコーチ兼任として移籍。史上2人目の通算350勝を達成し、同年限りで現役を引退。通算1000登板を狙いたいとも考えていたというが、股関節が硬くなり重心が高くなったことと痛風を発症したことから、諦めたという。
通算949試合登板は歴代2位。現役最終年の1977年に記録を更新後、40年間にわたり最多登板記録を保持していたが、2017年に岩瀬仁紀に抜かれた。通算350勝は金田正一の400勝に次ぐ歴代2位で、右腕では歴代1位、350勝のうち、阪神では在籍2年弱で10勝に終わっているが阪急、近鉄時代に稼いだ340勝はパ・リーグ1位。通算敗戦数でも左腕では金田が、右腕では米田がそれぞれ歴代1位だが、他にも奪三振、投球回数、被安打、与四死球はこの二人が左右の投手のそれぞれ歴代1位（与四死球に関しては米田のほうが多い）である。米田は、「たくさん勝っている投手って、僕もそうだけど、カネさん、小山正明さん、鈴木啓示と弱いチームに長くいた選手が多い。強いチームに勝ちたいという反骨心が必要なんでしょうね」と語っている。現役22年で肘や肩の故障はほとんどなかったことを誇りにしている。
フォークボールも武器にしており、「ヨネボール」として有名である。プロ10年目ごろから投げ始め、習得するのに5年かかったという。覚えたての頃はブルペンで投げていると、指から抜けて観客の頭に当たってしまった程だった。村田兆治はフォークを練習し始めた頃、ベンチに座って試合中も指先を鍛練している米田をじっと観察し、ついにその球の握りを盗み取ったという。

### 引退後
引退後は西宮市でスナック「セナ350」を経営する傍ら、毎日放送（1978年 - 1981年）→関西テレビ放送・フジテレビジョン（1982年 - 1984年）解説者・日刊スポーツ評論家（1979年 - 1984年）を務めた。
1985年には新監督に就任した吉田義男の前に監督要請を固辞した西本幸雄からの推薦で、阪神一軍投手コーチに就任。開幕前の安芸キャンプでは吉田が「休日前の外泊は原則認めない（門限は午前0時）」「宿舎での飲酒は食事中のみで、部屋での飲酒は厳禁」「休日のゴルフは禁止」と3つのキャンプ規則を発表した際、米田は一人だけ反対を唱えた。土井淳ヘッド兼バッテリーコーチは報道陣に「休日は体を休ませ、明日への力を補充させるために費やすべきである」と伝えたが、それは表向きの理由で、実際はこの規則を決めるコーチ会議で「コーチは個人的に選手を食事に誘わない方がよい」という意見が出された。「他の選手が妬むから」というのが理由であったが、米田はこの会議の席で「外泊してもええやないですか。それに僕は選手を連れて食事に行きますよ。お酒を飲んでも、それで翌日の練習に〝よし、やるぞ〟って気が起こればいい。厳しくするのはそれができなかったときで十分。そのときこそ、厳しくプロの心構えをたたき込んでやればええんとちゃいますか」と意見した。結局、米田の意見は通らなかったが、選手の間から少しも怒りや憤りの声が聞こえてこなかった。首脳陣の中で一人でも異論を唱えたコーチがいたことで、選手達の不満は爆発せずに収まった。在任中は中田良弘に「お前を必ず復活させる」と言って復活させ、中西清起の思い切りの良さと制球力を評価してストッパーに推薦し、21年ぶりのリーグ優勝と球団史上初の日本一に貢献。1986年は開幕直後に新山隆史コーチと交代でブルペン担当となり、米田の気持ちが吉田から離れ、シーズン後には退団。
阪神退団後は関西テレビ・フジテレビ・ラジオ大阪解説者・日刊スポーツ評論家（1987年 - 1992年途中）を務め、1992年途中から1993年までは古巣・阪急の後身であるオリックス一軍投手コーチを務めた。土井正三監督が抑えで使うつもりであったが、自分でも力投型で、抑えのタイプではないと思っていた野田浩司に「お前、無理。絶対、お前は先発だ。俺が先発に行かしたる」と言って先発5番手に入れた。本人によれば、1993年オフに土井の後釜の監督としてオリックスと年俸5000万円の3年契約を結んだものの、どういうわけか後継の監督が仰木彬に決まり、結局球団から違約金3000万円を受け取り退団せざるを得なくなったという。
オリックス退団後は日刊スポーツ評論家（1994年）に1年だけ復帰し、1995年には同じ300勝投手鈴木啓示監督の要請で近鉄一軍投手コーチを1年だけ務めた。近鉄退団後は日刊スポーツ評論家（1996年 - 1997年）を務めたほか、山根俊英らと共に鳥取県内で少年野球教室を開いたこともある。
2025年には生活苦に陥っており、生活保護を受けていて家賃も10年以上滞納しており、経済面での苦境に立たされているのはNPBの年金制度が廃止になり60過ぎると評論家としての仕事も激減したのが理由であることが週刊誌のインタビューで明かされた。

## エピソード
- 体調管理やスタミナ確保にも関心を寄せ、登板した夜は水分補給のみで何も食べずに就寝し、翌日の軽食から次第に食事を増やして、登板前日には当時1枚3000円もするステーキなどボリューム満点のものを口にし、焼いたニンニクをガリガリとかじった[20]。時間をかけてゆっくり食べる「米田ディナー」は、金田のキャンプ時代の鍋と共に有名。この米田ディナーのカギを握っていたのが、元松竹の映画女優であった夫人で、急なリリーフの場合を除き、先発予定日に合わせて食材を用意[20]。ローテーションが変わったり、登板日が読めなくなると、監督の西本に直接電話して夫がマウンドに登る日を聞きだすとまで言われていた[20]。
- 小学生低学年から弓ヶ浜を毎日、往復10km走り込んだことによって、強靭な足腰を身につけたと語っている。「コントロールは腕でなく腰でつけるもの」が持論で[21]、「ウェートトレーニングか何か知らないけど、松坂大輔みたいにプロレスラーみたいな体になったら腰も回らなくなるでしょ」と最近のトレーニング方針に苦言を呈している[4]。この経験からコーチ時代にランニング中心の練習メニューを導入したが、選手の評判はあまり良くなかったという。
- 現役時代に一番苦手にしていた打者を聞かれて米田は「榎本喜八（大毎オリオンズ）さんでしたよ。こちらが追い込んでから内外野の間にコツンと当てて落とす（ヒットをよく打たれた）」と語っている[22]。
- ライバルとして、梶本と小山を挙げている[23]。もっとも梶本については「仲も良かったし、よく飲みにも連れて行ってもらったし、ライバルという感じはあまりしなかった」とも語っているが[4]、小山については「小山さんがガクっと衰えていくのを見て、自分まで闘争心がなくなってしまった。小山さんがもう少し頑張ってくれていたら自分も400勝くらい行ったかも知れない」と語っている。なお、やはり同世代の大投手で対戦も多かった稲尾和久について、稲尾は阪急戦通算60勝17敗（勝率.779）という驚異的な勝率を残しており、「彼が相手だととにかく勝てないのでライバルというより悪魔のような存在だったよ」と語っている[23]。ダブルヘッダーで2勝されて「ごちそうさん」と帰って行ったこともあるという[注 4]。
- 阪神在籍中に、未だ10代だった掛布雅之に後に妻となる女性を紹介している。
- その掛布と同じ新潟県生まれのプロ野球選手だった松田和久は高校の後輩である。

## 家族・親族

### 米田家
（鳥取県米子市大篠津町）
- 父・米田雅明（薪炭雑貨商）

明治37年（1904年）2月生～没。芳太郎三男。愛労高小卒。叔父米田長次郎の養子、元村会議員。趣味はスポーツ、将棋。宗教は曹洞宗。
- 父・雅明の養父・米田長次郎（海産物仲買業）は『伯耆国実業人名録』（明治37年（1904年））に載せられていた大篠津の代表的商人だった[2]。

### 略系図
|  |  |  |  |  |  |  |  | 米田長次郎 |  |  |  |  |  |  |  |  |  |  |  |  |  |  |  |  |  |  |  |
|  |  |  |  |  |  |  |  |            |  |  |  |  |  |  |  |  |  |  |  |  |  |  |  |  |  |  |  |
|  |  |  |  |  |  |  |  | 米田雅明   |  |  |  |  |  |  |  |  |  |  |  |  |  |  |  |  |  |  |  |
|  |  |  |  |  |  |  |  |            |  |  |  |  |  |  |  |  |  |  |  |  |  |  |  |  |  |  |  |
|  |  |  |  |  |  |  |  | 米田哲也   |  |  |  |  |  |  |  |  |  |  |  |  |  |  |  |  |  |  |  |

## 詳細情報

### 年度別投手成績
| 年 度      | 球 団      | 登 板 | 先 発 | 完 投 | 完 封 | 無 四 球 | 勝 利 | 敗 戦 | セ 丨 ブ | ホ 丨 ル ド | 勝 率 | 打 者 | 投 球 回 | 被 安 打 | 被 本 塁 打 | 与 四 球 | 敬 遠 | 与 死 球 | 奪 三 振 | 暴 投 | ボ 丨 ク | 失 点 | 自 責 点 | 防 御 率 | W H I P |
| ---------- | ---------- | ----- | ----- | ----- | ----- | -------- | ----- | ----- | -------- | ----------- | ----- | ----- | -------- | -------- | ----------- | -------- | ----- | -------- | -------- | ----- | -------- | ----- | -------- | -------- | ------- |
| 1956       | 阪急       | 51    | 18    | 6     | 4     | 0        | 9     | 15    | --       | --          | .375  | 832   | 204.0    | 156      | 3           | 68       | 4     | 3        | 167      | 1     | 1        | 70    | 54       | 2.38     | 1.10    |
| 1957       | 阪急       | 50    | 29    | 17    | 4     | 1        | 21    | 16    | --       | --          | .568  | 1179  | 299.2    | 212      | 10          | 84       | 8     | 7        | 268      | 1     | 2        | 82    | 62       | 1.86     | 0.99    |
| 1958       | 阪急       | 45    | 36    | 25    | 11    | 3        | 23    | 13    | --       | --          | .639  | 1200  | 305.2    | 238      | 11          | 68       | 5     | 1        | 268      | 4     | 0        | 82    | 72       | 2.12     | 1.00    |
| 1959       | 阪急       | 52    | 34    | 20    | 5     | 1        | 18    | 24    | --       | --          | .429  | 1329  | 331.1    | 277      | 15          | 90       | 12    | 8        | 247      | 2     | 0        | 95    | 78       | 2.11     | 1.11    |
| 1960       | 阪急       | 51    | 33    | 20    | 4     | 1        | 22    | 16    | --       | --          | .579  | 1237  | 306.2    | 271      | 12          | 71       | 2     | 8        | 213      | 2     | 0        | 112   | 93       | 2.73     | 1.12    |
| 1961       | 阪急       | 56    | 35    | 12    | 1     | 3        | 16    | 22    | --       | --          | .421  | 1151  | 275.2    | 282      | 27          | 70       | 7     | 8        | 188      | 1     | 0        | 127   | 109      | 3.55     | 1.28    |
| 1962       | 阪急       | 52    | 30    | 10    | 1     | 2        | 20    | 17    | --       | --          | .541  | 1092  | 261.2    | 239      | 14          | 80       | 9     | 8        | 231      | 2     | 0        | 113   | 94       | 3.23     | 1.22    |
| 1963       | 阪急       | 53    | 28    | 8     | 1     | 0        | 14    | 23    | --       | --          | .378  | 1107  | 262.1    | 259      | 27          | 91       | 2     | 5        | 177      | 0     | 0        | 135   | 117      | 4.00     | 1.33    |
| 1964       | 阪急       | 60    | 40    | 14    | 4     | 2        | 21    | 16    | --       | --          | .568  | 1290  | 319.2    | 268      | 25          | 81       | 4     | 9        | 180      | 0     | 0        | 110   | 90       | 2.53     | 1.09    |
| 1965       | 阪急       | 50    | 37    | 13    | 5     | 1        | 20    | 17    | --       | --          | .541  | 1151  | 276.0    | 280      | 22          | 68       | 6     | 6        | 139      | 1     | 1        | 112   | 92       | 3.00     | 1.26    |
| 1966       | 阪急       | 55    | 36    | 18    | 2     | 2        | 25    | 17    | --       | --          | .595  | 1265  | 310.0    | 289      | 23          | 81       | 8     | 9        | 184      | 1     | 2        | 120   | 110      | 3.19     | 1.19    |
| 1967       | 阪急       | 46    | 36    | 14    | 4     | 2        | 18    | 15    | --       | --          | .545  | 1141  | 280.2    | 249      | 17          | 80       | 9     | 12       | 189      | 4     | 4        | 100   | 86       | 2.75     | 1.17    |
| 1968       | 阪急       | 63    | 43    | 22    | 6     | 1        | 29    | 13    | --       | --          | .690  | 1412  | 348.2    | 302      | 27          | 105      | 15    | 5        | 237      | 0     | 1        | 116   | 108      | 2.79     | 1.17    |
| 1969       | 阪急       | 46    | 31    | 17    | 3     | 2        | 14    | 16    | --       | --          | .467  | 1016  | 253.1    | 211      | 20          | 68       | 9     | 4        | 135      | 0     | 0        | 95    | 83       | 2.95     | 1.10    |
| 1970       | 阪急       | 41    | 31    | 12    | 2     | 1        | 16    | 13    | --       | --          | .552  | 992   | 236.2    | 226      | 34          | 75       | 3     | 9        | 127      | 2     | 0        | 100   | 94       | 3.57     | 1.27    |
| 1971       | 阪急       | 31    | 28    | 12    | 2     | 0        | 14    | 4     | --       | --          | .778  | 762   | 181.0    | 165      | 19          | 62       | 5     | 8        | 79       | 2     | 1        | 82    | 75       | 3.73     | 1.25    |
| 1972       | 阪急       | 29    | 21    | 5     | 0     | 0        | 10    | 7     | --       | --          | .588  | 664   | 155.2    | 139      | 15          | 56       | 3     | 11       | 81       | 2     | 2        | 66    | 56       | 3.23     | 1.25    |
| 1973       | 阪急       | 32    | 23    | 11    | 3     | 0        | 15    | 3     | --       | --          | .833  | 727   | 175.1    | 149      | 14          | 52       | 3     | 9        | 103      | 5     | 4        | 62    | 48       | 2.47     | 1.15    |
| 1974       | 阪急       | 31    | 24    | 2     | 0     | 0        | 11    | 8     | 1        | --          | .579  | 573   | 130.2    | 144      | 15          | 46       | 3     | 8        | 68       | 2     | 5        | 76    | 62       | 4.26     | 1.45    |
| 1975       | 阪急       | 8     | 7     | 2     | 1     | 0        | 2     | 3     | 0        | --          | .400  | 161   | 39.2     | 28       | 5           | 19       | 0     | 0        | 13       | 0     | 0        | 16    | 14       | 3.15     | 1.18    |
| 1975       | 阪神       | 22    | 16    | 2     | 1     | 0        | 8     | 3     | 1        | --          | .727  | 435   | 106.2    | 101      | 4           | 37       | 3     | 4        | 55       | 0     | 0        | 30    | 27       | 2.27     | 1.29    |
| '75計      | 阪神       | 30    | 23    | 4     | 2     | 0        | 10    | 6     | 1        | --          | .625  | 596   | 146.1    | 129      | 9           | 56       | 3     | 4        | 68       | 0     | 0        | 46    | 41       | 2.53     | 1.26    |
| 1976       | 阪神       | 13    | 5     | 0     | 0     | 0        | 2     | 2     | 0        | --          | .500  | 126   | 30.0     | 27       | 2           | 13       | 0     | 0        | 17       | 0     | 0        | 15    | 15       | 4.50     | 1.33    |
| 1977       | 近鉄       | 12    | 5     | 0     | 0     | 0        | 2     | 2     | 0        | --          | .500  | 181   | 39.0     | 49       | 9           | 15       | 0     | 1        | 22       | 1     | 0        | 24    | 20       | 4.62     | 1.64    |
| 通算：22年 | 通算：22年 | 949   | 626   | 262   | 64    | 22       | 350   | 285   | 2        | --          | .551  | 21023 | 5130.0   | 4561     | 370         | 1480     | 120   | 143      | 3388     | 33    | 23       | 1940  | 1659     | 2.91     | 1.18    |

- 各年度の太字はリーグ最高、赤太字はNPBにおける歴代最高

### タイトル
- 最多勝利：1回 （1966年）
- 最優秀防御率：1回 （1973年）
- 最多奪三振：1回 （1962年） ※当時連盟表彰なし、パシフィック・リーグでは、1989年より表彰

### 表彰
- 最優秀選手：1回 （1968年）
- 野球殿堂競技者表彰（2000年）
- パ・リーグプレーオフ優秀投手賞：1回 （1973年）

### 記録
初記録
- 初登板・初先発：1956年4月3日、対大映スターズ2回戦（茨城県営球場）、4回2/3を無失点
- 初奪三振：同上、1回裏に渡辺光明から
- 初勝利・初完投勝利：1956年4月11日、対高橋ユニオンズ2回戦（阪急西宮球場）、9回3失点
- 初安打・初本塁打・初打点：同上、3回裏に吉岡史郎から左越満塁
- 初完封勝利：1956年8月2日、対東映フライヤーズ17回戦（駒澤野球場）
- 初セーブ：1974年9月23日、対ロッテオリオンズ後期12回戦（宮城球場）、8回裏2死に3番手で救援登板・完了、1回1/3を無失点

節目の記録
- 1000投球回：1959年7月25日、対南海ホークス18回戦（阪急西宮球場） ※史上81人目
- 1000奪三振：1960年6月1日、対近鉄バファロー11回戦（阪急西宮球場）、9回表に伊香輝男から ※史上19人目
- 1500投球回：1961年5月17日、対西鉄ライオンズ6回戦（阪急西宮球場） ※史上41人目
- 100勝：1961年8月10日、対西鉄ライオンズ18回戦（平和台球場）、先発登板で6回1失点 ※史上33人目
- 1500奪三振：1962年 8月19日　対東映フライヤーズ16回戦（阪急西宮球場）、6回表に安藤順三から ※史上11人目
- 2000投球回：1963年4月18日、対東映フライヤーズ3回戦（後楽園球場） ※史上25人目
- 150勝：1964年5月26日、対西鉄ライオンズ12回戦（阪急西宮球場）、7回表に3番手で救援登板・完了、3回無失点 ※史上18人目
- 2500投球回：1964年8月13日、対近鉄バファローズ25回戦（阪急西宮球場） ※史上16人目
- 2000奪三振：1965年7月16日、対近鉄バファローズ15回戦（西京極球場）、7回表に矢ノ浦国満から ※史上5人目
- 500試合登板：1965年8月8日、対東京オリオンズ15回戦（阪急西宮球場）、9回完封勝利 ※史上17人目
- 3000投球回：1966年7月28日、対西鉄ライオンズ18回戦（平和台球場） ※史上11人目
- 200勝：1966年8月14日、対近鉄バファローズ21回戦（日生球場）、9回1失点完投勝利 ※史上11人目
- 600試合登板：1967年7月22日、対南海ホークス18回戦（阪急西宮球場）、9回1失点完投勝利 ※史上8人目
- 2500奪三振：1968年 5月15日、対西鉄ライオンズ6回戦（阪急西宮球場）、9回表に広野功から ※史上4人目
- 3500投球回：1968年5月18日、対近鉄バファローズ7回戦（日生球場） ※史上7人目
- 250勝：1968年9月21日、対西鉄ライオンズ25回戦（阪急西宮球場）、8回表1死に2番手で救援登板・完了、1回2/3を無失点 ※史上6人目
- 700試合登板：1969年6月1日、対ロッテオリオンズ7回戦（東京スタジアム）、6回裏1死に3番手で救援登板・完了、3回2/3を無失点
- 4000投球回：1969年8月13日、対南海ホークス17回戦（大阪球場） ※史上5人目
- 3000奪三振：1971年8月8日、対東映フライヤーズ20回戦（阪急西宮球場）、8回表に末永吉幸から ※史上3人目
- 800試合登板：1971年9月24日、対近鉄バファローズ26回戦（阪急西宮球場）、7回表に2番手で救援登板・完了、4回無失点で勝利投手 ※史上4人目
- 300勝：1971年10月2日、対西鉄ライオンズ23回戦（阪急西宮球場）、9回1失点完投勝利 ※史上5人目
- 4500投球回：1972年6月11日、対ロッテオリオンズ11回戦（阪急西宮球場） ※史上3人目
- 5000投球回：1975年8月20日、対広島東洋カープ20回戦（広島市民球場） ※史上2人目
- 350勝：1977年10月7日、対阪急ブレーブス前期13回戦（阪急西宮球場）、4回裏に3番手で救援登板、2回1失点 ※史上2人目

プロ野球記録
- 通算626試合先発登板
- 通算4561被安打
- 通算120故意四球
- 通算1940失点
- 通算1659自責点
- 19年連続二桁勝利（1957年 - 1975年）

パ・リーグ記録
- 通算914試合登板
- 通算605試合先発登板
- 通算340勝
- 通算280敗
- 通算4993.1投球回
- 通算4433被安打
- 通算1430与四球
- 通算3316奪三振
- 通算23ボーク
- 通算1895失点
- 通算1617自責点
- シーズン11完封勝利（1958年）
- シーズン20勝以上：8回（1957年、1958年、1960年、1962年、1964年 - 1966年、1968年）

その他の記録
- リーグ最多登板なしで通算949登板：歴代最多
- リーグ最多与死球なしで通算143与死球：歴代最多
- プロ初安打が満塁本塁打 ※史上初
- 3試合連続完封勝利：2回 （1964年6月5日 - 13日、1965年5月1日 - 9日）
- 同一年に2球団で勝利：1975年 ※史上5人目
- オールスターゲーム出場：14回 （1956年、1958年 - 1960年、1962年 - 1964年、1966年 - 1971年、1973年）

### 背番号
- 18 （1956年 - 1975年途中）
- 38 （1975年途中 - 同年終了）
- 21 （1976年）
- 11 （1977年）
- 83 （1985年 - 1986年）
- 88 （1992年 - 1993年）
- 77 （1995年）

## 出演番組
- 毎日放送ダイナミックナイター（毎日放送時代）
- SAMURAI BASEBALL（毎日放送時代に出演していたTBS系ナイター中継の現行タイトル）
- enjoy! Baseball（関西テレビ時代に出演していたフジテレビ系ナイター中継の現行タイトル。フジテレビ・テレビ新広島など系列局の中継にも出演）
- プロ野球ニュース（関西テレビ時代）
- 近鉄バファローズナイター（ラジオ大阪時代）
- OBCビッグナイター（同上）